# Mundari
|  | Per a altres significats, vegeu «Mundari (desambiguació)». |

Mundari o munda és una de les llengües munda de la família lingüística de les llengües austroasiàtiques. Està estretament emparentat amb el santali i és parlat entre el poble munda, a l'Índia Oriental, Bangladesh i Nepal.